# Sachsen bei Ansbach
Sachsen bei Ansbach è un comune tedesco di 3 240 abitanti, situato nel land della Baviera.
È bagnato dal fiume tedesco Rezat Francone.